# 1211 Брессоль
1211 Брессоль (1211 Bressole) — астероїд головного поясу, відкритий 2 грудня 1931 року.
Тіссеранів параметр щодо Юпітера — 3,220.